# Loch More (sjö i Storbritannien, lat 58,28, long -4,87)
Loch More är en sjö i Storbritannien.   Den ligger i kommunen Highland och riksdelen Skottland, i den norra delen av landet, 800 km norr om huvudstaden London. Loch More ligger 272 meter över havet.  I omgivningarna runt Loch More växer i huvudsak blandskog.